# Hal Clement
Hal Clement, właśc. Harry Clement Stubbs (ur. 30 maja 1922 w Somerville, zm. 29 października 2003 w Bostonie) – amerykański pisarz specjalizujący się w literaturze science fiction i astronom, laureat Hugo.

## Życiorys
Urodził się 30 maja 1922 w Somerville w stanie Massachusetts jako Harry Clement Stubbs. Ukończył astronomię na Uniwersytecie Harvarda, studiował również na Uniwersytecie Bostońskim. Od 1942 publikował opowiadania i powieści fantastyczne, specjalizował się w hard SF.
W 1971 jego powieść Star Light była nominowana do Hugo. W 1991 był gościem honorowym Chiconu V (Worldconu w Chicago). W 1996 otrzymał Retro Hugo Award za rok 1946 w kategorii najlepsza miniatura literacka za Uncommon Sense opublikowane w „Astounding” 9/1945. W 1998 otrzymał Damon Knight Memorial Grand Master Award.
Zmarł 29 października 2003 w Bostonie.
W 2004 otrzymał pośmiertnie nominację do Retro Hugo Award w kategorii najlepsza powieść za Mission of Gravity.